# Fritz Eduard Pauli

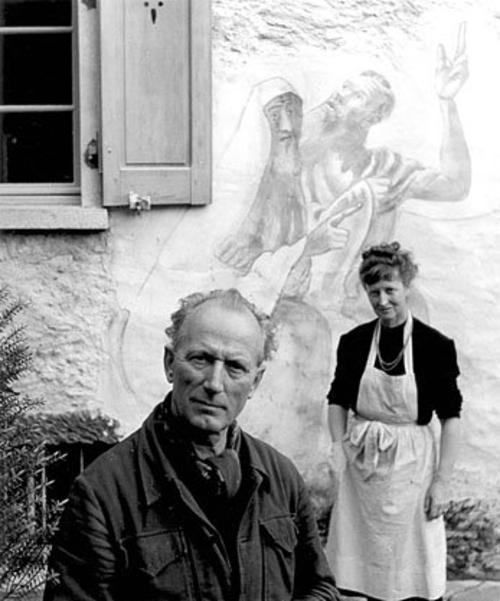
Fritz Pauli (1950)

Fritz Eduard Pauli (* 7. Mai 1891 in Bern; † 3. September 1968 in Cavigliano TI) war ein Schweizer Maler, Radierer und Illustrator.

## Leben
Fritz Pauli wurde als zweiter Sohn des Bankbeamten Ernst Friedrich Emanuel Pauli und der Emilie Pauli-Bodmer in Bern geboren. 1906 trat er aus dem Gymnasium aus und begann eine Lehre als Flachmaler. 1907 besuchte er Abendkurse für Radierung an der Kunstgewerbeschule Bern. Nach seiner kurzen Anstellung beim Dekorationsmaler Otto Haberer-Sinner entstanden im eigenen Atelier im Wohnhaus der Eltern erste druckgrafische Blätter.
An der Berner Weihnachtsausstellung des Kunstvereins 1909 erwarb Albert Welti das Blatt Susann I. Der bekannte Künstler bot Pauli an, ihn als Schüler aufzunehmen. In Weltis Haus im Melchenbühl bei Bern trafen sich damals zahlreiche Kunstschaffende. Ernst Kreidolf, der mit Welti am Landsgemeinde-Wandbild im Ständeratssaal arbeitete, Paul Klee, der Komponist Othmar Schoeck, der Schriftsteller Hermann Hesse und der Dichter und Kunstkritiker Joseph Viktor Widmann verkehrten dort. Durch Weltis Vermittlung wurde Pauli in die Kompositionsklasse von Peter Halm an der Kunstakademie München aufgenommen. Zwischendurch absolvierte er die Rekrutenschule und kehrte 1911 nach München zurück. Ebenfalls durch Weltis Vermittlung porträtierte Pauli 1912, in Doehlau bei Königsberg, den Gutsbesitzer Franz Rose und seinen Neffen, den Kunsthistoriker Hans Rose.
1913 begann Pauli in seinem Malatelier in München zu arbeiten. 1910 erhielt er das erstmals vergebene Bundesstipendium und auch eine Auszeichnung der Königlichen Bayrischen Akademie der Bildenden Künste. 1922 heiratete Pauli die Textilzeichnerin Jenny Bruppacher, nach deren Tod 1937 in zweiter Ehe 1940 die Schneiderin und Vergolderin Elsi Meyerhofer.
Bis zu seiner endgültigen Niederlassung in Cavigliano 1935 war Paulis Leben von vielen Reisen geprägt, gleichzeitig hatte er auch ein Atelier in Zürich. 1918 hielt er sich im Lötschental auf und ab 1918 verschiedentlich in Fex, wo Landschaftsaquarelle entstanden. In den Jahren 1921 bis 1925 verbrachte er die Sommermonate am Zugersee. 1925 begegnete er in Davos Ernst Ludwig Kirchner. Im gleichen Jahr reiste er mit Karl Otto Hügin und Konrad Schmid (1899–1979) nach Tunesien und Algerien. 1926 lebte er im südfranzösischen Collioure und von 1928 bis 1932 in Paris. In Amden mietete er 1931 ein Bauernhaus. Im gleichen Jahr zeigte er im Glarner Kunstverein zum ersten Mal seine Gemälde.
Zum engeren Freundeskreis gehörten die beiden Künstler Johann Robert Schürch und Ignaz Epper und der Schriftsteller Jakob Bührer. Dieser schrieb 1951 über seinen Freund, es sei dessen «offenes Bekenntnis zum Menschen, seiner Veranlagung, Abhängigkeit und Beschränktheit», das ihn besonders an seiner Kunst berühre. Zu seinem engeren Freundeskreis gehörte auch der Zürcher Sammler Kurt Sponagel. In den 1920er Jahren korrespondierte Pauli häufig mit dem Badener Arzt und Kunstsammler Walter Minnich, dessen Sammlung sich im Kunstmuseum Luzern befindet. In den späteren Jahren bestand eine enge Freundschaft mit dem Maler, Radierer und Lehrer Paul Freiburghaus. Dieser gab nach dem Tod Paulis dessen grafisches Werk heraus.
Schon als junger Künstler fand Pauli mit seinem druckgrafischen Werk Beachtung. So stiess 1914 die Radierung Selbstbildnis an der XII. Nationalen Kunstausstellung auf Anerkennung. Seine frühen Radierungen und Holzschnitte der 1910er und 1920er Jahre gehören zu den wichtigsten Positionen des Expressionismus in der Schweiz. 1926 publizierte August Klipstein den ersten Grafikkatalog.

## Würdigung

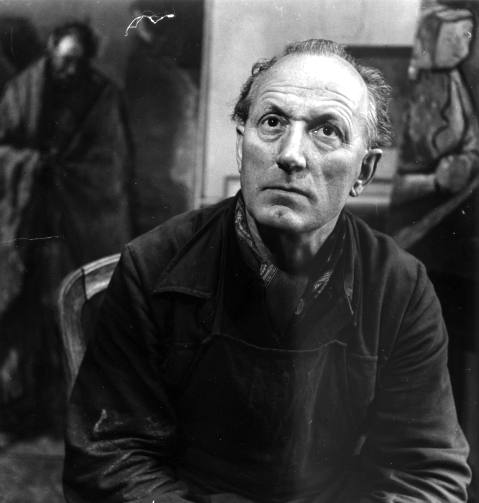
Fritz Pauli (1950)

Fritz Pauli hat in seinen frühen Jahren mit seinen Radierungen und Aquatintabildern einen Beitrag zur Kunst des 20. Jahrhunderts geschaffen. Sein malerisches Werk war bis in die frühen 1930er Jahre von expressionistischer Haltung und wandelte sich, von den wechselnden Lebenssituationen und neuen Bekanntschaften geprägt, in einen realistischen, gegenständlichen, leichter verständlichen Stil. Wie bei vielen Schweizer Malern der Nachkriegszeit haben Paulis Werke oft auch sozialkritischen Inhalt.
Für die 1934 eingeweihte reformierte Kirche Oftringen gestaltete Pauli 1935 ein Glasfenster und darauf folgend bis 1938 für die neue Kapelle im Bürgerspital Zug sechs Szenen aus der Leidensgeschichte Christi. Für die 1938 neu dem liturgischen Gebrauch wieder zugeführte Antoniterkirche Bern schuf er von 1939 bis 1945 den Freskenzyklus über Antonius den Einsiedler und ein Weihnachtsbild.
Für das 1940 bis 1942 renovierte Berner Rathaus erhielt Pauli den Auftrag, die Empfangshalle auszumalen. Seine Entwürfe von 1947 und die später modellhaft ausgearbeiteten Darstellungen überzeugten den Regierungsrat. 1951 erhielt er den Auftrag und begann sofort mit dem ersten Bild Der Schlaf. Bis 1956 entstanden dann die weiteren Fresken mit den Themen Liebe und Leben, Arbeit und Fest des Lebens. Die bereits im Mittelalter angewandte Technik des Malens in Tagwerken auf frisch aufgetragenem Kalkputz beanspruchten seine Körperkraft und Arbeitszeit über Jahre, und Pauli schrieb in seinem Tagebuch: «Nach den beiden vorhergehenden Freskenreihen in Zug und der Antonierkirche habe ihn die Arbeit im Berner Rathaus ‹seelisch & körperlich frühzeitig beschädigt›.» Ein Lebenstag, wie auch der Titel der Bildmappe heisst, breitet sich vor dem Betrachter aus, und mit diesem Freskenzyklus schuf Fritz Pauli seine wichtigste Arbeit.
In seinem Alterswerk konzentrierte sich seine Suche nach der «letzten Wahrheit». In seiner Tessiner Wahlheimat, wo er seine letzten Lebensjahre verbrachte, entstanden 1957 bis 1961 zahlreiche grafische Werke, so Entfliehender Tag, Traumengel, Blinder Wanderer oder Einzelgänger. Ein Nachruf auf Fritz Pauli erschien in der Zeitschrift Architektur und Kunst.

## Werke
Neben dem umfangreichen druckgrafischen Werk Arbeiten im öffentlichen Raum:
- 1935: Glasfenster für die Kirche Oftringen
- 1938: Kapelle im Bürgerspital Zug, Passionsszenen
- während der Kriegsjahre Fresken in der Antoniterkirche Bern[12][13]
- 1947–1956: Freskenzyklus Rathaus Bern

## Ausstellungen
- 1909: Berner Weihnachtsausstellung
- 1931: Glarner Kunstverein
- 1948: Biennale di Venezia
- 1979: Kunstwoche Köniz
- 1983: Kunstmuseum Thun
- 1994: Kunsthaus Zug und Civica Galleria d‘Arte Bellinzona
- 2008: Kunstmuseum Olten[14]

## Publikationen
- Hugo Marti: Die Herberge am Fluss. Jahresgabe der bernischen Kunstgesellschaft für 1932, mit Illustrationen von Fritz Pauli.
- Jakob Bührer: Sturm über Tiflis. Roman. Mit Illustrationen von Fritz Pauli. Büchergilde Gutenberg, Zürich/Wien/Prag 1934.
- Fritz Pauli, Walter Kern: «Der Lebenstag». Ein Freskenzyklus im Berner Rathaus. BW-Presse, Winterthur 1958.